# پیر ژانه
پیر ژانه (انگلیسی: Pierre Janet؛ ۳۰ مهٔ ۱۸۵۹ – ۲۴ فوریهٔ ۱۹۴۷) روان‌شناس، پزشک، فیلسوف و روان‌درمانگر پیشگام فرانسوی در زمینه تفکیک و حافظه آسیب‌زاد بود.
وی در کنار ویلیام جیمز و ویلهلم وونت به عنوان یکی از بنیان‌گذاران روان‌شناسی شناخته می‌شود.